# فيكتور أورتيز
فيكتور أورتيز (بالإنجليزية: Victor Ortiz)‏ مواليد 31 يناير 1987 في كانساس، الولايات المتحدة، هو ملاكم غير محترف أمريكي يصنف ضمن فئة وزن الوسط.

## إحصائيات
خاض خلال مسيرته 39 نزالا، فاز في 31 وتعادل في 2 وخسر في 6. فاز بالضربة القاضية في 24 نزالا.

## روابط خارجية
- فيكتور أورتيز على موقع IMDb (الإنجليزية)
- فيكتور أورتيز على موقع الموسوعة البريطانية (الإنجليزية)
- فيكتور أورتيز على موقع ألو سيني (الفرنسية)
- فيكتور أورتيز على موقع أول موفي (الإنجليزية)
- فيكتور أورتيز على موقع قاعدة بيانات الفيلم (الإنجليزية)
- فيكتور أورتيز على موقع كينوبويسك (الروسية)
- فيكتور أورتيز على موقع بوكس ريك (الإنجليزية) (registration required)